# إدارة مزايا المحاربين القدامى
إدارة مزايا المحاربين القدامى (VBA) هي وكالة تابعة لوزارة شؤون المحاربين القدامى الأمريكية. وهي مسؤولة عن إدارة برامج الإدارة التي تقدم المساعدة المالية وغيرها من أشكال المساعدة للمحاربين القدامى وأفراد أسرهم والناجين. تشمل المزايا الرئيسية تعويضات المحاربين القدامى، ومعاشات المحاربين القدامى، ومزايا الناجين، ومساعدة إعادة التأهيل والتوظيف، ومساعدة التعليم، وضمانات قروض الإسكان، وتغطية التأمين على الحياة.

## تاريخ
يعود تاريخ إدارة مزايا المحاربين القدامى إلى الثورة الأمريكية عندما أقر الكونغرس القاري أول قوانين المعاشات الوطنية للجنود الجرحى. في البداية، كانت هذه المعاشات التقاعدية تُدار من قبل الولايات بشكل فردي حتى تولت الحكومة الفيدرالية المسؤولية في عام 1789.

### البدايات المبكرة، الحرب العالمية الأولى والحرب العالمية الثانية
في أوائل القرن التاسع عشر، كان العمل الإداري المتعلق بمطالبات المحاربين القدامى يتم عن طريق مكتب صغير داخل وزارة الحرب. بحلول عام 1833، تطور هذا المكتب إلى مكتب المعاشات التقاعدية، المكلف بإدارة مدفوعات المعاشات التقاعدية للمحاربين القدامى وأسرهم. في أعقاب الحرب الأهلية، توسعت مسؤوليات المكتب بشكل كبير حيث اعترفت الحكومة الفيدرالية بالأمراض التي يتم الإصابة بها أثناء الخدمة العسكرية كأسباب لمطالبات الإعاقة.
خلال الحرب العالمية الأولى، قدم أنواع جديدة من المزايا، مثل التأمين والتدريب المهني للمحاربين القدامى المعاقين. كانت هذه البرامج تُدار في البداية بواسطة وكالات منفصلة حتى تمت إنشاء مكتب المحاربين القدامى في عام 1921 لمركزية إدارتها. في عام 1930، وقع الرئيس هربرت هوفر على أمر تنفيذي يقضي بدمج مكتب المحاربين القدامى، ومكتب المعاشات التقاعدية، والبيت الوطني للجنود المتطوعين ذوي الإعاقة لتشكيل إدارة المحاربين القدامى (VA). ويهدف هذا الدمج إلى تبسيط وتحسين تقديم المزايا والخدمات للمحاربين القدامى. أصبحت إدارة شؤون المحاربين القدامى الوكالة المركزية المسؤولة عن إدارة مجموعة من مزايا المحاربين القدامى، بما في ذلك الرعاية الطبية، وتعويضات الإعاقة، والمعاشات التقاعدية.
في أعقاب الحرب العالمية الثانية، واجهت إدارة شؤون المحاربين القدامى تحديات غير مسبوقة مع سعي الملايين من أفراد الخدمة إلى المطالبة بمزاياهم. قانون إعادة تأهيل العسكريين لعام 1944، والذي كان بمثابة "مشروع قانون جي آي" الأصلي، قدم فوائد تعليمية، وتعويضات البطالة، وقروض الإسكان، مما أثر بشكل كبير على حياة المحاربين العائدين. ولإدارة الارتفاع الكبير في المطالبات، قامت إدارة شؤون المحاربين القدامى بتوسيع قوتها العاملة ومرافقها، مما أدى إلى إنشاء إدارة مزايا المحاربين القدامى في عام 1953، وهي السلف المباشر لإدارة مزايا المحاربين القدامى الحالية.

### حقبة فيتنام وحرب الخليج
في العقود التي تلت الحرب العالمية الثانية، واصلت إدارة شؤون المحاربين القدامى تطوير وتوسيع خدماتها، بما في ذلك بعد الصراعات المستقبلية في كوريا وفيتنام، بما في ذلك توسيع أحكام مشروع قانون جي آي الأصلي ليشمل المحاربين القدامى في كلا الصراعين. قدم برنامج المساعدة التعليمية للمحاربين القدامى في فترة ما بعد حرب فيتنام (VEAP) في عام 1980، والذي يوفر فوائد تعليمية للمحاربين القدامى الذين خدموا بعد حرب فيتنام. سمح برنامج VEAP للمحاربين القدامى المؤهلين بالمساهمة في صندوق التعليم، حيث تقوم الحكومة بمضاعفة مساهماتهم للمساعدة في تغطية تكاليف التعليم والتدريب. في عام 1984، أقر الكونغرس قانون المساعدة التعليمية للمحاربين القدامى لعام 1984، والمعروف أيضًا باسم مشروع قانون مونتغمري جي آي، والذي قدم فوائد تعليمية موسعة للمحاربين القدامى الذين خدموا في الخدمة الفعلية من خلال تقديم المساعدة المالية لبرامج التعليم والتدريب، مما عزز بشكل كبير الفرص المتاحة للمحاربين القدامى للتنمية الشخصية والمهنية.
تأسست إدارة شؤون المحاربين القدامى رسميًا ككيان مستقل داخل وزارة شؤون المحاربين القدامى في عام 1989، عندما تم إنشاء وزارة شؤون المحاربين القدامى كوزارة على مستوى مجلس الوزراء. تهدف عملية إعادة التنظيم هذه إلى تعزيز التركيز على مزايا المحاربين القدامى وتحسين كفاءة تقديم الخدمات،
في أعقاب حرب الخليج عام 1991، أدركت إدارة شؤون المحاربين القدامى التحديات الصحية الفريدة التي واجهها قدامى المحاربين في حرب الخليج. وقد أدى هذا إلى التوسعات التنظيمية التي أدت إلى إنشاء روابط خدمة مفترضة لمجموعة من الأمراض غير المشخصة والأمراض المزمنة متعددة الأعراض غير المبررة طبياً والمرتبطة بالخدمة في مسرح العمليات في جنوب غرب آسيا. تشمل هذه الحالات متلازمة التعب المزمن، والألم العضلي الليفي، ومتلازمة القولون العصبي، وغيرها.

### التحديث بعد أحداث الحادي عشر من سبتمبر
في السنوات الأخيرة، ركز الكونغرس على توسيع الخدمات والفوائد المتاحة للمحاربين القدامى، بالنظر إلى النمو المتوقع في أعداد المحاربين القدامى بعد حرب أفغانستان وحرب العراق. ويتضمن ذلك تنفيذ العديد من التحديثات والتطورات التقنية، بما في ذلك التحسينات في تكنولوجيا معالجة المطالبات، وزيادة جهود التوعية لضمان وعي المحاربين القدامى بالمزايا التي حصلوا عليها وقدرتهم على الوصول إليها.
تتضمن بعض القوانين التشريعية الرئيسية التي توسع محفظة VBA ما يلي:
- أدى قانون المساعدات التعليمية للمحاربين القدامى بعد أحداث 11 سبتمبر لعام 2008 إلى تعزيز الفوائد التعليمية للمحاربين القدامى الذين خدموا بعد 10 سبتمبر 2001 بشكل كبير. وتضمن مشروع القانون هذا أحكاماً تتعلق بالرسوم الدراسية، وبدل السكن، ومخصصات الكتب واللوازم، مما يجعل التعليم العالي أكثر سهولة بالنسبة للجيل الجديد من المحاربين القدامى. تم تعديل هذا القانون بشكل أكبر بموجب قانون مساعدة هاري دبليو كولمري التعليمية للمحاربين القدامى لعام 2017 (المسمى "مشروع قانون جي آي للأبد")، والذي ألغى الحد الزمني الذي يبلغ 15 عامًا لاستخدام مزايا مشروع قانون جي آي بعد 11 سبتمبر.
- قام قانون تحسين وتحديث استئنافات المحاربين القدامى لعام 2017 بإصلاح عملية الاستئناف الخاصة بمطالبات مزايا المحاربين القدامى، بهدف تقليل التأخير وتسريع القرارات. وقد أدخل هذا القانون إطار عمل جديد للتعامل مع الطعون، مما يوفر للمحاربين القدامى خيارات متعددة لطلب مراجعة مطالباتهم وتحسين الكفاءة العامة لعملية الاستئناف.
- أدى قانون الوفاء بوعدنا بمعالجة المواد السامة الشاملة (PACT) لعام 2022 إلى توسيع نطاق الرعاية الصحية والفوائد للمحاربين القدامى المعرضين لحفر الحرق والمواد السامة الأخرى، مما يعكس التزام إدارة شؤون المحاربين القدامى المستمر بمعالجة التأثيرات الصحية طويلة الأمد للخدمة العسكرية.

### قيادة

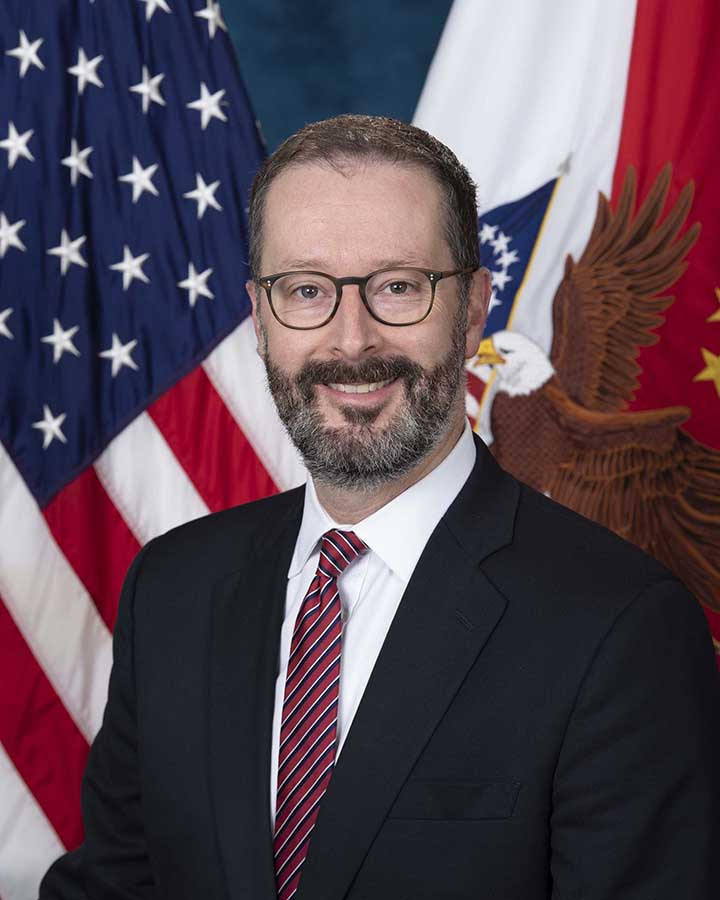
وكيل وزارة الزواج من الفوائد جوشوا جاكوبس.

تعمل إدارة مزايا المحاربين القدامى تحت قيادة وكيل الوزارة بالإنابة لشؤون المزايا (USB)، والذي يشغل حاليًا منصب مايكل فرويه، وهو المسؤول عن الإشراف على تقديم المزايا والخدمات للمحاربين القدامى وعائلاتهم. يتلقى USB الدعم من نائب وكيل الوزارة الرئيسي للمزايا (PDUSB) الذي يساعد USB في إدارة العمليات الشاملة لـ إدارة مزايا المحاربين القدامى ويعمل كمستشار أول. يوجد تحت مكتب نائب الوزير لمكتب السياسات والإشراف مكتب العمليات الميدانية (DUS-FO) الذي يوفر الإدارة والتوجيه للمكاتب الإقليمية الـ 56 ويضمن تقديم المزايا والخدمات بشكل فعال على المستوى المحلي.

### مكتب السياسات والإشراف
من خلال مكتب السياسات والإشراف (OPO)، يتم إدارة كل من خطوط الخدمة أدناه بواسطة مدير تنفيذي ينفذ السياسات ويفرض الإجراءات

### خدمة التعويضات
توفر دائرة التعويضات فوائد نقدية معفاة من الضرائب للمحاربين القدامى ذوي الإعاقات الناجمة عن الخدمة العسكرية أو المتفاقمة بسببها. يمكن للمحاربين القدامى التقدم بطلب للحصول على تعويضات الإعاقة عبر الإنترنت، أو عن طريق البريد، أو شخصيًا في مكتب إقليمي تابع لوزارة شؤون المحاربين القدامى. تقوم VBA بتقييم المطالبات بناءً على شدة الإعاقة وتأثيرها على قدرة المحارب القديم على العمل. يمكن للمحاربين القدامى أيضًا الحصول على تعويضات إضافية لأفراد أسرهم. تشمل مجالات التعويض الأقل شهرة ما يلي:
- بدلات الدفن: مساعدة مالية لتغطية تكاليف الدفن والجنازة للمحاربين القدامى المؤهلين.
- بدل المشقوقة (38 USC 1805): مخصصات نقدية شهرية، وتدريب مهني، وفوائد رعاية صحية لأطفال قدامى المحاربين في حرب فيتنام وكوريا الذين شخصوا إصابتهم بالسنسنة المشقوقة.
- أطفال المحاربات القدامى في فيتنام اللاتي ولدن بعيوب خلقية معينة: مزايا تشمل بدل شهري، وتدريب مهني، ورعاية صحية للأطفال الذين ولدوا بعيوب خلقية معينة للنساء اللاتي خدمن في فيتنام.[8]

### المعاشات التقاعدية والخدمة الائتمانية
تقدم خدمة المعاشات التقاعدية والائتمانية برامج معاشات تقاعدية للمحاربين القدامى في زمن الحرب وأفراد أسرهم الناجين. يقدم معاش المحاربين القدامى مدفوعات شهرية للمحاربين القدامى الذين يستوفون متطلبات معينة تتعلق بالعمر أو الإعاقة ولديهم دخل وثروة صافية محدودة. يقدم معاش الناجين، المعروف أيضًا باسم معاش الوفاة، مدفوعات شهرية للأزواج الباقين على قيد الحياة والأطفال المعالين غير المتزوجين للمحاربين القدامى المتوفين في زمن الحرب. توفر الخدمة الائتمانية الرقابة على المستفيدين الأكثر ضعفاً من إدارة شؤون المحاربين القدامى الذين لا يستطيعون إدارة مزايا إدارة شؤون المحاربين القدامى الخاصة بهم. بالإضافة إلى ذلك، يوفر تعويض الإعالة والتعويض (DIC) فوائد شهرية للناجين المؤهلين من أفراد الخدمة الذين ماتوا أثناء أداء الواجب أو المحاربين القدامى الذين نتجت وفاتهم عن إصابة أو مرض متعلق بالخدمة.

### خدمة التعليم
تدير خدمة التعليم العديد من برامج المساعدة التعليمية لمساعدة المحاربين القدامى وأسرهم في تحقيق أهدافهم التعليمية. يقدم مشروع قانون جي آي ما بعد 11 سبتمبر الدعم المالي للتعليم والإسكان للأفراد الذين أمضوا 90 يومًا على الأقل من الخدمة الإجمالية بعد 10 سبتمبر 2001، أو أولئك الذين تمت تسريحهم بسبب إعاقة مرتبطة بالخدمة بعد 30 يومًا. يغطي هذا البرنامج الرسوم الدراسية، وبدل السكن الشهري، ومخصصات الكتب واللوازم. يمكن للمحاربين القدامى أيضًا نقل مزاياهم إلى المعالين في ظل ظروف معينة. هناك برنامج مهم آخر وهو مشروع قانون مونتغمري جي آي، والذي يوفر ما يصل إلى 36 شهرًا من فوائد التعليم للمحاربين القدامى المؤهلين لمختلف الأنشطة التعليمية. تقدم VBA أيضًا فوائد تعليمية للمعالين المحاربين القدامى من خلال برامج مثل برنامج المساعدة التعليمية للناجين والمعالين (DEA)، والذي يوفر فرص التعليم والتدريب للمعالين المؤهلين للمحاربين القدامى الذين يعانون من إعاقة دائمة وكاملة بسبب حالة متعلقة بالخدمة، أو الذين ماتوا أثناء الخدمة الفعلية أو نتيجة لحالة متعلقة بالخدمة. توفر منحة الرقيب البحري جون ديفيد فراي فوائد قانون جي آي بعد 11 سبتمبر للأطفال والأزواج الباقين على قيد الحياة لأفراد الخدمة الذين لقوا حتفهم أثناء أداء واجبهم بعد 10 سبتمبر 2001. تشمل البرامج التعليمية الأخرى برنامج المساعدة التعليمية للمحاربين القدامى (VEAP)، وبرنامج النداء الوطني للخدمة، وبرنامج المساعدة التعليمية الاحتياطية (REAP).

### خدمة ضمان قرض المنزل
يساعد برنامج خدمة ضمان قرض المسكن التابع لوزارة شؤون المحاربين القدامى، وأفراد الخدمة، والأزواج المؤهلات على الحصول على المنازل والاحتفاظ بها وتكييفها. لا تقدم إدارة شؤون المحاربين القدامى القروض بشكل مباشر، بل تعمل بدلاً من ذلك على تسهيل عملية الحصول على القرض من خلال تقديم ضمان جزئي للقروض التي يقدمها المقرضون من القطاع الخاص. يحل هذا الضمان محل الحاجة إلى دفعة أولى كبيرة والتأمين العقاري الخاص المطلوب في معاملات الرهن العقاري التقليدية. تتضمن الخدمة أيضًا برنامج القروض المباشرة للأمريكيين الأصليين (NADL)، والذي يوفر قروضًا مباشرة للمحاربين القدامى الأمريكيين الأصليين المؤهلين لتمويل شراء أو بناء أو تحسين المنازل على الأراضي الفيدرالية. بالإضافة إلى ذلك، يقدم برنامج القروض التكميلية لشؤون المحاربين القدامى (VASP) وبرامج تجنب الحجز العقاري الأخرى الدعم للمحاربين القدامى الذين يواجهون صعوبات مالية.

### خدمة التأمين
تدير خدمة التأمين العديد من برامج التأمين، بما في ذلك تأمين الحياة الجماعي لأعضاء الخدمة (SGLI)، والذي يوفر تأمين حياة محدد المدة بتكلفة منخفضة لأعضاء الخدمة المؤهلين. يتيح تأمين الحياة الجماعي للمحاربين القدامى (VGLI) للمحاربين القدامى تحويل تغطية SGLI الخاصة بهم إلى تأمين مؤقت قابل للتجديد بعد الانفصال عن الخدمة. يقدم برنامج التأمين للمحاربين القدامى ذوي الإعاقة المرتبطة بالخدمة (S-DVI) تأمينًا على الحياة للمحاربين القدامى ذوي الإعاقات المرتبطة بالخدمة. يعد برنامج التأمين على الحياة التابع لشؤون المحاربين القدامى (VALife) من المزايا الجديدة التي توفر تأمينًا مدى الحياة مضمون القبول للمحاربين القدامى الذين يعانون من إعاقات مرتبطة بالخدمة. بالإضافة إلى ذلك، توفر حماية الإصابات الرضحية بموجب تأمين الحياة الجماعي لأفراد الخدمة (TSGLI) مساعدة مالية قصيرة الأجل لأفراد الخدمة المصابين بجروح خطيرة لمساعدتهم في التعافي من الإصابات الرضحية.

### خدمة جاهزية وتوظيف المحاربين القدامى (VR&E)
تساعد خدمة جاهزية وتوظيف المحاربين القدامى (VR&E)، المعروفة سابقًا باسم خدمة إعادة تأهيل وتعليم المحاربين القدامى، المحاربين القدامى ذوي الإعاقات المرتبطة بالخدمة على الاستعداد للمهن المناسبة وإيجادها والحفاظ عليها. يقدم البرنامج خدمات مثل الإرشاد المهني والتدريب والتعليم والمساعدة في التوظيف. تتضمن خدمات VR&E تقييمًا شاملاً لتحديد القدرات والمهارات والاهتمامات المتعلقة بالتوظيف، والاستشارة المهنية وتخطيط إعادة التأهيل، وخدمات التوظيف مثل التدريب على العمل ومهارات البحث عن عمل، والمساعدة في العثور على وظيفة والاحتفاظ بها، بما في ذلك استخدام حوافز خاصة من صاحب العمل، وإذا لزم الأمر، التدريب بعد المرحلة الثانوية في الكلية أو المدرسة المهنية أو التقنية أو التجارية. بالإضافة إلى ذلك، تدعم VR&E المعيشة المستقلة للمحاربين القدامى غير القادرين على العمل بسبب إعاقتهم من خلال مهمة الاستعداد (إعادة التأهيل).

### مكاتب OPO الأخرى
- يعد مكتب المراجعة الإدارية (OAR) مسؤولاً أمام OPO عن تنفيذ إطار عمل AMA. يوفر مكتب المراجعة الإدارية الإشراف والتوجيه السياسي لمراكز عمليات مراجعة القرار الثلاثة (سياتل، واشنطن، سانت بطرسبرغ، فلوريدا وواشنطن العاصمة) التي تدير وتراجع المراجعات ذات المستوى الأعلى، وتعالج وتكمل منح مجلس الإدارة والإحالة.[11][12]

| السنة المالية                       | تعويض              | تعويض         | المعاشات التقاعدية | المعاشات التقاعدية | تعليم              | تعليم         | برامج الإسكان      | برامج الإسكان | VR&E               | VR&E          | مزايا التأمين      | مزايا التأمين | بدلات الدفن        | OTED          | إجمالي الفوائد المباشرة | إجمالي الفوائد المباشرة |        |
| ----------------------------------- | ------------------ | ------------- | ------------------ | ------------------ | ------------------ | ------------- | ------------------ | ------------- | ------------------ | ------------- | ------------------ | ------------- | ------------------ | ------------- | ----------------------- | ----------------------- | ------ |
| السنة المالية                       | المدفوعات المباشرة | نفقات التشغيل | المدفوعات المباشرة | نفقات التشغيل      | المدفوعات المباشرة | نفقات التشغيل | المدفوعات المباشرة | نفقات التشغيل | المدفوعات المباشرة | نفقات التشغيل | المدفوعات المباشرة | نفقات التشغيل | المدفوعات المباشرة | نفقات التشغيل | المدفوعات المباشرة      | نفقات التشغيل           |        |
| 2020                                | $104,521,680       | $2,100,000    | $5,399,190         | $331,300           | $14,618,908        | $223,500      | $201,916           | $20,800       | $1,824,723         | $245,400      | $129,224           | $1,300        | $330,590           | $82,400       | $125,201,508            | $3,004,700              | [ 13 ] |
| 2021                                | $115,761,451       | $2,181,749    | $4,944,460         | $349,565           | $14,824,693        | $256,188      | $199,040           | $27,244       | $1,542,002         | $279,209      | $580,164           | $1,870        | $354,986           | $111,176      | $136,664,794            | $3,207,001              | [ 14 ] |
| 2022                                | $133,794,514       | $2,279,201    | $4,772,559         | $357,915           | $13,175,454        | $343,553      | $224,733           | $34,005       | $1,824,723         | $286,401      | $500,198           | $1,524        | $418,008           | $120,401      | $152,885,466            | $3,423,000              | [ 15 ] |
| 2023                                | $141,420,690       | $2,651,672    | $3,548,552         | $384,321           | $12,223,649        | $352,294      | $530,630           | $42,466       | $1,726,699         | $294,088      | $408,604           | $1,585        | $411,781           | $136,573      | $158,543,906            | $3,863,000              | [ 16 ] |
| 2024                                | $177,740,336       | $2,623,782    | $3,206,643         | $406,091           | $12,466,467        | $371,073      | $318,307           | $46,868       | $1,976,337         | $307,671      | $356,633           | $1,646        | $443,302           | $141,868      | $194,531,688            | $3,898,999              | [ 17 ] |
| 2025                                | $188,743,668       | $2,741,777    | $3,038,638         | $410,187           | $15,853,044        | $377,928      | $2,620,762         | $54,132       | $2,407,674         | $305,043      | $292,514           | $920          | $348,908           | $145,013      | $210,897,534            | $4,034,000              | [ 18 ] |
| المبالغ الموضحة بآلاف الدولارات. 1. |                    |               |                    |                    |                    |               |                    |               |                    |               |                    |               |                    |               |                         |                         |        |

- يتعاون مكتب التوعية والانتقال والتنمية الاقتصادية (OTED) داخل وزارة شؤون المحاربين القدامى وخارجها ومع العديد من الوكالات الفيدرالية لتعزيز التمكين الاقتصادي واستقلال أفراد الخدمة والمحاربين القدامى وعائلاتهم من خلال زيادة الوصول إلى مزايا وبرامج وخدمات وزارة شؤون المحاربين القدامى التي تدعم انتقالًا سلسًا من الخدمة العسكرية إلى الحياة المدنية. OTED هو المكتب المسؤول عن المشاركة في برنامج مساعدة الانتقال (TAP) لتقديم موجز المزايا والخدمات الإلزامية لوزارة شؤون المحاربين القدامى، وإبلاغ أعضاء الخدمة الانتقاليين بالمزايا والخدمات المتاحة من وزارة شؤون المحاربين القدامى.
- يعد مكتب فحص الإعاقة الطبية مسؤولاً عن إدارة فحوصات الإعاقة الطبية التعاقدية الخاصة بـ VBA، والتي توفر فحوصات التعويض والمعاش التقاعدي للمحاربين القدامى الذين يتقدمون بطلب للحصول على تعويض الإعاقة مع الفحص الطبي المطلوب قانونًا للمحاربين القدامى والمطالبين الآخرين الذين يحتاجون إلى فحوصات لدعم مطالبات التعويض الخاصة بهم.

### مكتب العمليات الميدانية
يوفر مكتب العمليات الميدانية (OFO) الرقابة التشغيلية لمكاتب المقاطعات و56 مكتبًا إقليميًا داخل الولايات المتحدة وبورتوريكو والفلبين. كما تسهل OFO أيضًا خدمات التواصل والاتصال العام عبر الإدارة وتضمن الجودة والتدريب لموظفي VBA الذين يتعاملون مع أفراد الخدمة والمحاربين القدامى وعائلاتهم من خلال خدمات العملاء مثل مركز الاتصال الوطني. يوجد لدى كل ولاية مكتب إقليمي واحد على الأقل، إلى جانب واشنطن العاصمة، والفلبين، وبورتوريكو. الولايات الأكبر والولايات التي تضم عددًا أكبر من المحاربين القدامى لديها أكثر من مكتب واحد - ثلاثة في كاليفورنيا (سان دييغو، ولوس أنجلوس، وأوكلاند)، واثنان في كل من نيويورك (مدينة نيويورك وبوفالو)، وتكساس (هيوستن وواكو)، وبنسلفانيا (فيلادلفيا وبيتسبرغ). على الرغم من وجود مكاتب إقليمية في كل ولاية، فإن مطالبات VR&E هي الوحيدة التي تتم معالجتها حصريًا في المكاتب الإقليمية المحلية. يمكن تخصيص مطالبات التعويض لأي مكتب إقليمي من خلال قائمة العمل الوطنية، مما يضمن توزيعًا فعالًا لحجم العمل بناءً على توفر الموارد. تتم معالجة المطالبات الأخرى من خلال هياكل المعالجة الإقليمية المتخصصة:
- تتم معالجة مطالبات خدمة المعاشات التقاعدية من خلال مراكز إدارة المعاشات التقاعدية الموجودة في المكاتب الإقليمية في فيلادلفيا، بنسلفانيا؛ وسانت بول، مينيسوتا؛ وميلووكي، ويسكونسن.
- تتم معالجة مطالبات الخدمة الائتمانية من خلال أحد المراكز الائتمانية الستة الموجودة في المكاتب الإقليمية في كولومبيا، ساوث كارولينا؛ إنديانابوليس، إنديانا؛ لينكولن، نبراسكا؛ لويزفيل، كنتاكي؛ ميلووكي، ويسكونسن؛ وسولت ليك سيتي، يوتا.
- تتم معالجة مطالبات الخدمة التعليمية من خلال أحد مكتبي المعالجة الإقليميين الموجودين في المكاتب الإقليمية في بوفالو، نيويورك؛ وموسكوجي، أوكلاهوما.
- يتم معالجة مطالبات خدمة ضمان قرض المنزل من خلال أحد المكاتب الإقليمية الثمانية الموجودة في المكاتب الإقليمية في سانت بطرسبرغ، فلوريدا؛ وسانت بول، مينيسوتا؛ وروانوك، فيرجينيا؛ وفينيكس، أريزونا؛ ودنفر، كولورادو؛ وكليفلاند، أوهايو؛ وأتلانتا، جورجيا؛ وهيوستن، تكساس.
- تتم معالجة مطالبات خدمات التأمين على مستوى البلاد في المكتب الإقليمي في فيلادلفيا ومركز التأمين في فيلادلفيا، بنسلفانيا.

### الميزانية والأداء
على مدى السنوات المالية الخمس الماضية، شهدت هيئة مكافحة الفساد طلبًا متزايدًا لزيادات ثابتة في ميزانيتها لاستيعاب العدد المتزايد من المطالبات وتحسين تقديم الخدمات. ركزت طلبات الميزانية على مبادرات التحديث المختلفة، مثل تحديث جدول إدارة شؤون المحاربين القدامى لتصنيف الإعاقات، ودعم التفويضات التشريعية الجديدة، مثل قانون قدامى المحاربين في البحرية الفيتنامية وقانون راست، وتحسينات وتوسيع أنظمة إدارة المزايا المختلفة. وفي حين تهدف المبالغ المطلوبة عمومًا إلى عكس أولويات الإدارة وخططها لتعزيز خدمات المحاربين القدامى، فإن المبالغ المخصصة، التي يوافق عليها الكونغرس، قد تختلف. ويمكن أن تؤثر هذه الاختلافات على تنفيذ وتوسيع البرامج المختلفة. على سبيل المثال، في بعض السنوات، قد تكون المبالغ المخصصة أقل من المطلوبة، مما يستلزم إجراء تعديلات في المبادرات المخطط لها. وعلى العكس من ذلك، في سنوات أخرى، قد يتم تخصيص اعتمادات إضافية لمواجهة الاحتياجات أو حالات الطوارئ غير المتوقعة. بالإضافة إلى ذلك، تتلقى إدارة المحاربين القدامى مخصصات مسبقة لضمان عدم تأثر تقديم استحقاقات إدارة المحاربين القدامى في حالة حدوث طريق مسدود في المخصصات. ولذلك، فإن أرقام الجدول قد لا تعكس بشكل كامل المبالغ المطلوبة أو المخصصة.
على مدى السنوات المالية الخمس الماضية، شهدت هيئة مكافحة الفساد طلبًا متزايدًا لزيادات ثابتة في ميزانيتها لاستيعاب العدد المتزايد من المطالبات وتحسين تقديم الخدمات. ركزت طلبات الميزانية على مبادرات التحديث المختلفة، مثل تحديث جدول إدارة شؤون المحاربين القدامى لتصنيف الإعاقات، ودعم التفويضات التشريعية الجديدة، مثل قانون قدامى المحاربين في البحرية الفيتنامية وقانون PACT، وتحسينات وتوسيع أنظمة إدارة المزايا المختلفة. وفي حين تهدف المبالغ المطلوبة عمومًا إلى عكس أولويات الإدارة وخططها لتعزيز خدمات المحاربين القدامى، فإن المبالغ المخصصة، التي يوافق عليها الكونغرس، قد تختلف. ويمكن أن تؤثر هذه الاختلافات على تنفيذ وتوسيع البرامج المختلفة. على سبيل المثال، في بعض السنوات، قد تكون المبالغ المخصصة أقل من المطلوبة، مما يستلزم إجراء تعديلات في المبادرات المخطط لها. وعلى العكس من ذلك، في سنوات أخرى، قد يتم تخصيص اعتمادات إضافية لمواجهة الاحتياجات أو حالات الطوارئ غير المتوقعة. بالإضافة إلى ذلك، تتلقى إدارة المحاربين القدامى مخصصات مسبقة لضمان عدم تأثر تقديم استحقاقات إدارة المحاربين القدامى في حالة حدوث طريق مسدود في المخصصات. ولذلك، فإن أرقام الجدول قد لا تعكس بشكل كامل المبالغ المطلوبة أو المخصصة.

### التحديات المستمرة
واجهت إدارة المحاربين القدامى انتقادات مستمرة بسبب التأخير الكبير في معالجة مطالبات الإعاقة والاستئنافات، مما أدى إلى صعوبات مالية وفترات طويلة دون فوائد للمحاربين القدامى، وزيادة المتأخرات. على الرغم من الجهود التي بذلتها VBA لتبسيط العملية، إلا أن التحديات لا تزال قائمة. لقد أدخل قانون تحديث الاستئناف لعام 2017 خيارات أكثر كفاءة للاستئناف، لكن التأخير لا يزال مستمرا. يهدف دمج أنظمة السجلات الصحية الإلكترونية إلى تبسيط العملية، على الرغم من استمرار التحديات الفنية واللوجستية. تشير البيانات الأولية إلى أن عمليات المراجعة الجديدة تعمل على تسريع الاستئنافات، ولكن التأثير الكامل لا يزال قيد التقييم.

### جودة الخدمة غير متسقة
كانت جودة الخدمة في جميع المكاتب الإقليمية غير متسقة، حيث أفاد المحاربون القدامى بتجارب متفاوتة في الدقة والالتزام بالوقت والمساعدة. وتستمر الجهود المبذولة لتوحيد التدريب والبروتوكولات، ولكن التناقضات لا تزال موجودة. يركز تدريب خدمة العملاء المعزز لموظفي VBA على تحسين التواصل وفهم احتياجات المحاربين القدامى وتوفير معلومات دقيقة، مما يُظهر نتائج إيجابية في جودة الخدمة.

### قضايا التكنولوجيا والتحديث
كان تحديث البنية التحتية لتكنولوجيا VBA أمرًا صعبًا، حيث ساهمت الأنظمة القديمة والأخطاء الفنية في التأخير وانعدام الكفاءة. وتستمر الجهود الرامية إلى تحديث التكنولوجيا وتنفيذ أنظمة جديدة، إلا أن التقدم كان أبطأ مما كان متوقعا. وقد أدت المشكلات المتعلقة بنشر أنظمة السجلات الصحية الإلكترونية الجديدة إلى تعقيد هذه الجهود بشكل أكبر. ومن المتوقع أن تؤدي الاستثمارات في برامج معالجة المطالبات الجديدة، وتحليلات البيانات المحسنة، وتدابير الأمن السيبراني المحسنة إلى تقليل أوقات المعالجة وتحسين تقديم الخدمات.

### الشفافية والمساءلة
وقد أثيرت مخاوف بشأن الشفافية والمساءلة فيما يتعلق بعمليات VBA. يزعم المنتقدون أن VBA لم تكن دائمًا صريحة بشأن التحديات التي تواجهها والخطوات التي يتم اتخاذها لمعالجتها. وتهدف الدعوات إلى زيادة الشفافية وتحسين التواصل مع المحاربين القدامى والجمهور إلى بناء الثقة وضمان المساءلة. وقد اقترحت التقارير والتدقيقات المنتظمة كطرق لتحسين الشفافية. أطلقت VBA العديد من مبادرات التوعية والتعليم، بما في ذلك الموارد عبر الإنترنت، والندوات عبر الإنترنت، والتعاون مع منظمات خدمة المحاربين القدامى لزيادة الوعي والوصول إلى الفوائد.